# Vjosa Osmani
Vjosa Osmani-Sadriu (Kosovska Mitrovica, 17 de mayo de 1982) es una jurista kosovar, actual presidenta de Kosovo desde el 4 de abril de 2021. Es profesora en la Universidad de Pristina, y también ha ejercido como profesora visitante en la Universidad de Pittsburgh. Osmani fue candidata del partido Liga Democrática de Kosovo (LDK) a primer ministro en las elecciones parlamentarias de Kosovo de 2019 y posteriormente candidata a primer ministro con el partido político Guxo (en coalición con Vetëvendosje) en las de 2021.
Anteriormente a su cargo de presidenta, se desempeñó como presidenta de la asamblea, como presidenta del Comité de Integración Europea y como vicepresidenta del Comité de Reformas Constitucionales en el gobierno disidente de la provincia de Kosovo. 

## Biografía
Vjosa Osmani-Sadriu nació en 1982 en Kosovska Mitrovica, en la provincia autónoma de Kosovo y Metojia, parte de Serbia. Terminó la escuela primaria y secundaria con éxito en su ciudad natal. Completó sus estudios básicos en la facultad de derecho de la Universidad de Pristina y sus estudios de maestría y doctorado en la Universidad de Pittsburgh, en Estados Unidos. Como profesora universitaria, imparte cursos en el campo de Derecho Internacional en Kosovo, mientras que en América imparte la asignatura "Construcción del Estado y Derecho: La Experiencia de Kosovo".
Además de su carrera profesional, Osmani está casada y es madre de dos hijas gemelas. Además de su lengua materna, también habla inglés, turco, español y serbio.

## Carrera política
Es conocida por su contribución a la declaración unilateral de independencia de Kosovo como representante del presidente ante la Comisión Constitucional, organismo que redactó la constitución secesionista de la región kosovar. Representó a la región de Kosovo en un caso ante la Corte Internacional de Justicia donde intentó defender la legalidad de la independencia de la autoproclamada república de Kosovo. Tras esto, Osmani es fue presidenta del Comité de Asuntos Exteriores. 
En las elecciones parlamentarias de Kosovo de 2019 se presentó como cabeza de lista de la LDK. En febrero de 2020 fue elegida presidenta de la Asamblea de Kosovo. El 20 de junio de 2020 fue destituida del puesto de líder adjunta de la LDK por mostrarse disconforme con algunas decisiones del partido. El 7 de septiembre del 2020, abandonó la LDK.
Al ser presidenta de la asamblea, fue nombrada jefa de estado interina cuando Hashim Thaçi fue detenido bajo cargos de crímenes de guerra y de lesa humanidad. 
Una vez convocadas elecciones, presentó su partido político, Guxo que cosechó 7 escaños de 100 dentro de una coalición con Vetëvendosje.
Tras tres rondas de votaciones, Osmani fue elegida presidenta por la asamblea el 4 de abril de 2021.